# 타나카 토루
타나카 토루(일본어: 田中 亨, 1999년 2월 15일 ~ )는 일본의 배우이다. 오사카부 출신이다.